# Honduras británica
Honduras británica (en inglés: British Honduras) es la antigua denominación de una colonia británica establecida en América Central, en el territorio que en la actualidad constituye a Belice. Los primeros colonizadores llegaron en 1638, y fue un territorio disputado por los españoles y los británicos hasta la Convención de Londres de 1786. Entre 1862 y 1964 fue una colonia británica, logrando luego cierto autogobierno. 
El nombre del territorio cambió a Belice en 1973. Belice consiguió la independencia del Reino Unido el 21 de septiembre de 1981.

## Historia

Mapa de América Central en 1862.

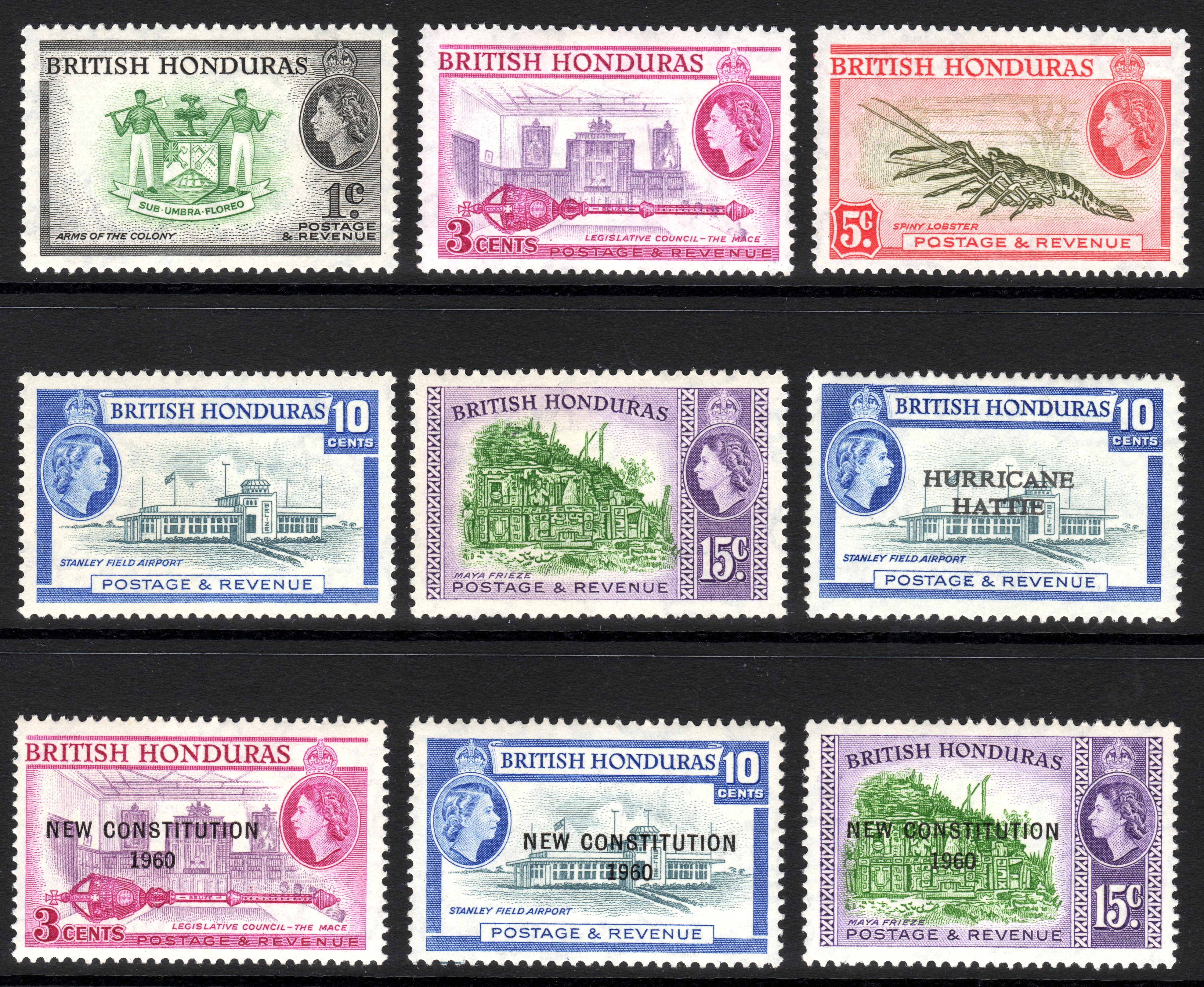
Algunos sellos de Honduras británica.

El dominio nominal de España sobre Belice terminó con las guerras de independencia hispanoamericanas, a principios del siglo XIX. En 1825, el nuevo estado de México fue reconocido oficialmente por los británicos y el año siguiente renunció a toda pretensión sobre Belice mientras la República Federal de Centro América negociaba términos similares.
En el siglo XIX, los británicos ejercieron un mayor control sobre los colonos, amenazando con la suspensión del Public Meeting a menos que se observaran las instrucciones del gobierno con respecto a la abolición de la esclavitud. Aunque la esclavitud fue abolida en 1838 en el Imperio británico, las condiciones de trabajo de los trabajadores en la colonia de Belice eran denigrantes. Los esclavos de la colonia eran valorados por sus habilidades en la extracción de caoba. Como resultado, los antiguos dueños de esclavos en la Honduras británica ganaban 53,69 £ de promedio por esclavo, el monto más alto pagado en cualquier parte del Imperio británico.
Poco después, se pusieron en marcha una serie de instituciones para garantizar la presencia continua de una fuerza de trabajo viable. Algunas de ellas limitaron la capacidad de las personas para obtener tierra, mediante un sistema de peonaje por deudas que permitió mantener a los antiguos esclavos «liberados» como fuerza de trabajo. Debido a que una pequeña élite controlaba la tierra y el comercio de la colonia, los antiguos esclavos no tenían otro remedio que seguir trabajando como leñadores.
En 1836 los británicos reclamaron el derecho de administrar el territorio de Belice, pero las Provincias Unidas de América Central se negaron. Como consecuencia, los británicos pactaron con México la explotación de madera y tintes. Los británicos, por consiguiente, comenzaron a invadir el territorio de Guatemala, con la excusa de que tenían derechos sobre este. Sin embargo, los británicos habían acordado con los españoles explotar recursos hasta el río Sibum, pero con el paso del tiempo, fueron tomando más territorio hasta llegar cerca de Izabal (departamento de Guatemala) y el 12 de mayo de 1862, el Reino Unido lo declaró formalmente como una colonia de la Corona británica, con un teniente gobernador, bajo la autoridad del gobernador de Jamaica, bautizada con el nombre de Honduras Británica (en inglés: British Honduras).
Como colonia, Belice comenzó a atraer a inversores británicos. Entre las empresas británicas que dominaron la colonia en el siglo XIX se encuentra la Belize Estate and Produce Company, que logró adquirir la mitad de todas las tierras de propiedad privada del territorio. La gran influencia de esta compañía privada se explica en parte por la dependencia de la colonia del comercio de caoba durante el resto del siglo XIX y la primera mitad del siglo XX.

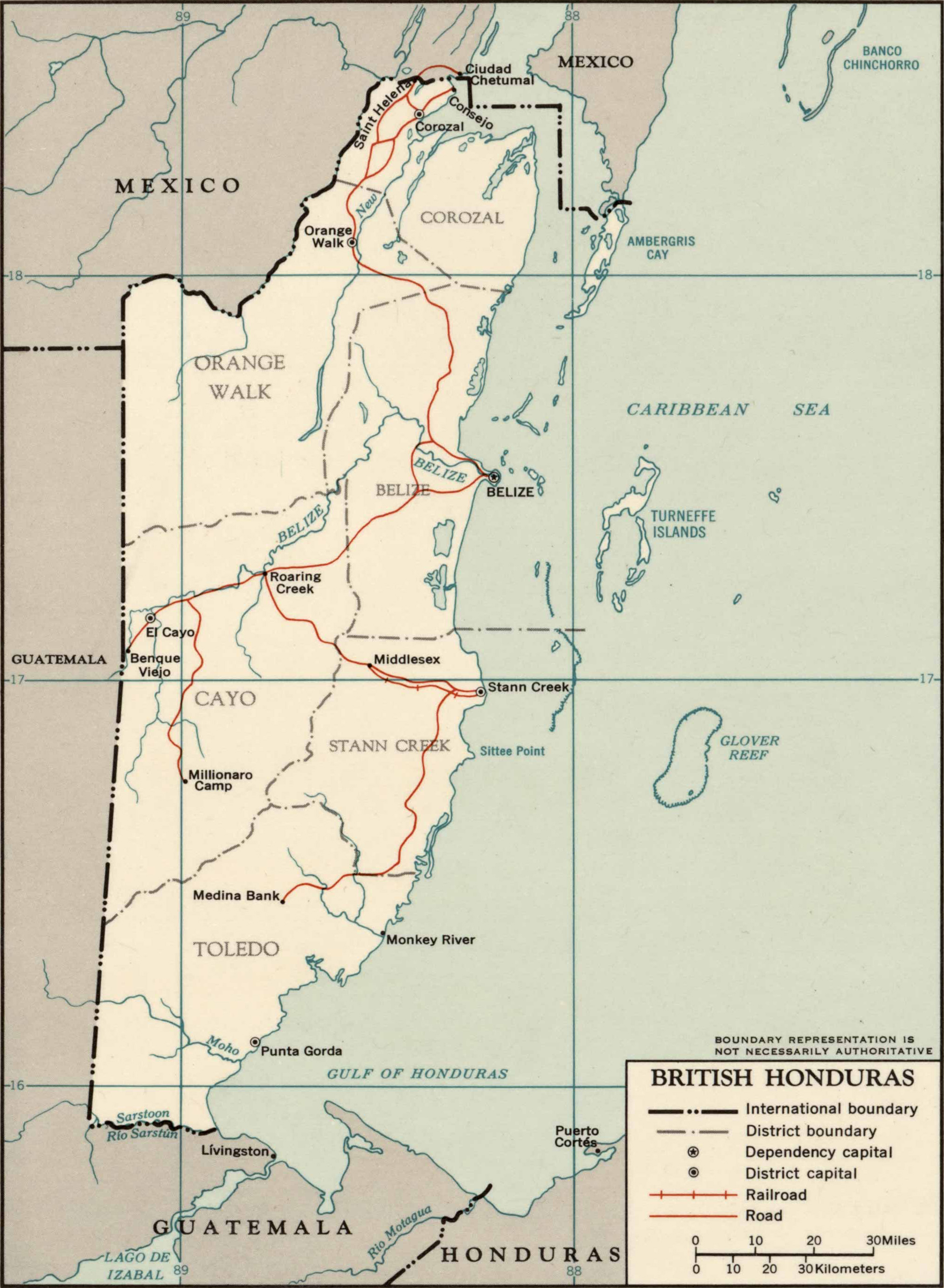
Mapa de Honduras Británica de 1965.

La Gran Depresión de 1930 provocó un colapso casi total de la economía colonial, ya que la demanda británica de madera se desplomó. Los efectos del desempleo generalizado se agravaron por un huracán devastador que afectó a la colonia en 1931. Los esfuerzos de rescate y reconstrucción del gobierno fueron percibidos como inadecuados, una situación que agravó tras su negativa ante las llamadas populares de legalizar los sindicatos e introducir un salario mínimo. Las manifestaciones y los disturbios de 1934 marcaron el comienzo de un movimiento nacionalista a favor de la independencia. En respuesta, el gobierno revocó las sanciones penales contra los trabajadores que violaron los términos de sus contratos de trabajo por haberse afiliado a sindicatos, y concedió a estos el derecho de afiliación a los mismos.
Las condiciones económicas mejoraron durante la Segunda Guerra Mundial (1939-1945), cuando muchos hombres de Belice ingresaron en las fuerzas armadas o contribuyeron como fuerza laboral al esfuerzo bélico. Después de la guerra, la economía de la colonia se estancó nuevamente debido a las presiones causadas por los efectos perjudiciales de la guerra. La decisión británica de devaluar el dólar de la Honduras británica en 1949 empeoró las condiciones económicas y condujo a la creación del Comité del Pueblo, que exigía la independencia. El sucesor del Comité del Pueblo, el Partido Unido del Pueblo (PUP), solicitó reformas constitucionales y la ampliación de los derechos de voto a todos los adultos.